# Schach Fasil
Schach Fasil (kirgisisch Шах Фазил, nach englischer Umschrift Shakh Fazil) ist eine archäologische Stätte in Kirgisistan. Sie ist ein geheiligter Ort für Muslime und Ziel jährlicher Wallfahrten.

## Lage
Die Stätte liegt im Westen Kirgisistans am östlichen Ortsrand des Dorfes Gulistan (auch Safed-Bulan genannt) im Rajon Ala-Buka des Oblus Dschalal-Abad nahe der Grenze zu Usbekistan am Fuß des Archa-Mazar-Berges.

## Beschreibung
Der archäologische Architekturkomplex Schach Fasil umfasst mehrere Komponenten:
- den heiligen Berg Archa Mazar mit dem Alamberdar-Mausoleum aus dem 19. Jahrhundert und einer Einsiedelei,
- den Ort eines Massakers an 2700 islamischen Kriegern,
- senkrecht aus der Erde herausragende Steinphalli und
- den eigentlichen Schach-Fasil-Komplex mit dem Schach-Fasil-Mausoleum aus dem 11. Jahrhundert und zwei Mausoleen aus dem 19. Jahrhundert.

Kernstück der Anlage ist das Schach-Fasil-Mausoleum. Inschriften in Kufischer Schrift im Inneren des Mausoleums weisen es als Grabstätte eines Mitglieds der Dynastie der Karachaniden aus, die im 11. und 12. Jahrhundert in Zentralasien herrschte. Die Architektur des Mausoleums unterscheidet sich jedoch von anderen bekannten Bauten aus der Karachanidenzeit.

## Welterbekandidatur
Von 2001 bis 2010 stand Schach Fasil auf der Tentativliste Kirgisistans als Einzelvorschlag zur Aufnahme in das UNESCO-Welterbe. Danach wurde die Stätte in den seriellen Vorschlag Stätten der Seidenstraßen in Kirgisistan überführt.